# Effet Kerr

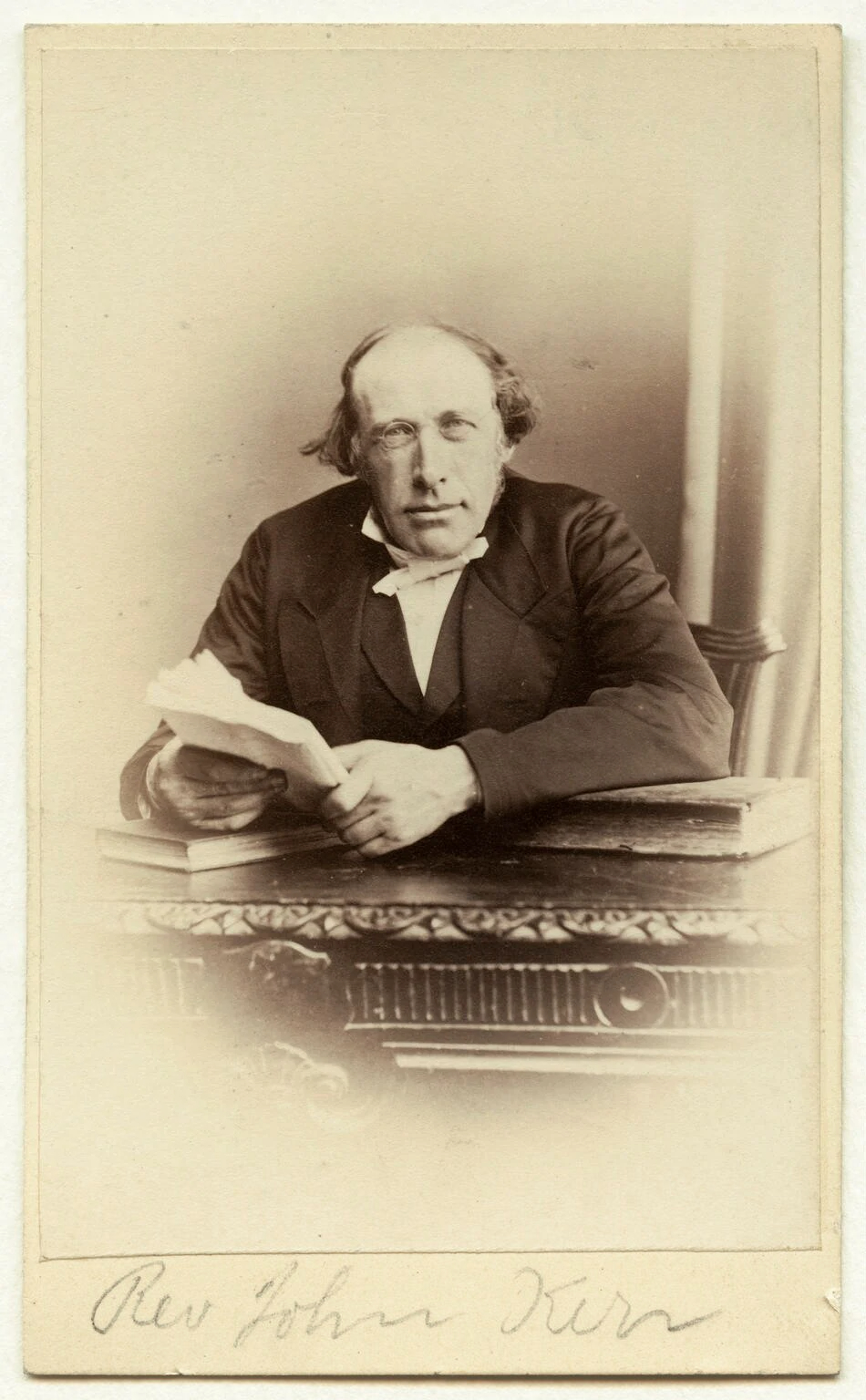
John Kerr.

Pour les articles homonymes, voir Kerr.
 (janvier 2013).
Si vous disposez d'ouvrages ou d'articles de référence ou si vous connaissez des sites web de qualité traitant du thème abordé ici, merci de compléter l'article en donnant les références utiles à sa vérifiabilité et en les liant à la section « Notes et références ».
L'effet Kerr est un phénomène de biréfringence créée dans un matériau par un champ électrique. Cela se caractérise par l'existence de deux indices de réfraction différents : un rayon lumineux peut être séparé en deux rayons lorsqu'il entre dans ce matériau. La biréfringence induite varie, contrairement à l'effet Pockels, selon le carré du champ électrique appliqué, c.-à-d. selon son intensité. Les matériaux présentent en général un effet Kerr très peu visible, ce dernier étant plus prononcé dans certains liquides. Cet effet a été découvert en 1875 par le physicien écossais John Kerr.
Cet article commence par décrire l'effet Kerr « normal »,  correspondant au cas où le champ électrique est statique ou évoluant lentement, puis expose l'effet Kerr optique, le champ électrique extérieur étant alors celui correspondant au rayon lumineux,  d´où notamment une variation à des fréquences optiques.  Il existe aussi l'effet Kerr magnéto-optique (en).

## L'effet Kerr normal ou effet Kerr statique
Un champ électrique statique appliqué à un matériau peut provoquer une biréfringence dans ce matériau : la lumière se propage suivant un indice de réfraction différent selon que sa polarisation est orthogonale ou parallèle au champ électrique. Cet effet électro-optique, dit effet Kerr statique, se traduit par une différence entre les deux indices correspondant qui vaut :
{\displaystyle \Delta n=\lambda KE_{0}^{2},}
où {\displaystyle \lambda } est la longueur d'onde de la lumière, {\displaystyle K} est la constante de Kerr et {\displaystyle E_{0}} l'amplitude du champ électrique.
Le comportement de ce matériau est alors équivalent à celui d'une lame à retard contrôlée, dont le changement de polarisation de lumière le traversant peut être paramétré par l'amplitude du champ électrique statique.

### Théorie
Le champ de polarisation {\displaystyle \mathbf {P} } présent dans le matériau dépend du champ électrique {\displaystyle \mathbf {E} } appliqué d'une façon non linéaire
{\displaystyle {\begin{aligned}\mathbf {P} &=\mathbf {P} ^{(1)}+\mathbf {P} ^{(2)}+\mathbf {P} ^{(3)}+\dots \\&=\varepsilon _{0}\left(\chi ^{(1)}\mathbf {E} +\chi ^{(2)}:\mathbf {EE} +\chi ^{(3)}:\mathbf {EEE} +\dots \right),\end{aligned}}}
où ε0 est la constante diélectrique du vide et {\displaystyle \chi ^{(n)}} le tenseur de susceptibilité électrique d'ordre n  du milieu (tenseur d'ordre n+1). Pour un milieu linéaire, seul le premier terme existe. L´effet Kerr est un effet non linéaire lié au troisième terme. Ce dernier est d´autant plus significatif que le second est nul, ce qui est le cas pour les matériaux qui présentent une symétrie spatiale au niveau moléculaire, appelée centrosymétrie. En se plaçant dans cette situation, le vecteur polarisation a pour expression, au troisième ordre :
{\displaystyle \mathbf {P} =\varepsilon _{0}\left(\chi ^{(1)}\mathbf {E} +\chi ^{(3)}:\mathbf {EEE} \right)}.
En considérant comme champ électrique la somme de deux composantes, l'une composante continue et l'autre variant à la fréquence {\displaystyle \omega }, ici supposées parallèles et notées 
{\displaystyle \mathbf {E} (t)=\mathbf {E} _{0}+\mathbf {E} _{\omega }=\left[E_{0}+E_{\omega }\cos(\omega t)\right]{\mathbf {e} }_{z}},
puis en se restreignant au cas où {\displaystyle \chi ^{(3)}} est diagonal, et ensuite en insérant cette expression dans celle de {\displaystyle \mathbf {P} ^{(3)}}, on obtient la relation  
{\displaystyle \mathbf {P} ^{(3)}(t)=\chi ^{(3)}\left[E_{0}^{3}+3E_{0}^{2}E_{\omega }\cos(\omega t)+3E_{0}E_{\omega }^{2}\cos ^{2}(\omega t)+E_{\omega }^{3}\cos ^{3}(\omega t)\right]\mathbf {e} _{z}~~(1),}
en ayant noté {\displaystyle \chi ^{(3)}=\chi _{zzzz}^{(3)}}.
L´effet Kerr statique correspond au terme proportionnel à l´intensité {\displaystyle E_{0}^{2}} du champ statique. En ne considérant que ce terme non linéaire, la composante de pulsation {\displaystyle \omega } de la polarisation du milieu, notée {\displaystyle \mathbf {P} _{\omega }} a pour expression
{\displaystyle \mathbf {P} _{\omega }=\varepsilon _{0}\chi \mathbf {E} _{\omega },}
avec {\displaystyle \chi =\chi ^{(1)}+\Delta \chi _{s}},
où {\displaystyle \chi ^{(1)}=\chi _{zz}^{(1)}} et {\displaystyle \Delta \chi _{s}=3\chi ^{(3)}E_{0}^{2}}.
Ce résultat montre que la susceptibilité électrique présente un nouveau terme (contenant {\displaystyle \chi ^{(3)}}) par rapport au cas où le matériau est linéaire. L'indice de réfraction {\displaystyle n} étant lié à {\displaystyle \chi } par la relation {\displaystyle n=(1+\chi )^{1/2}}, cette variation se traduit par une biréfringence dans le sens du champ électrique valant 
{\displaystyle \Delta n={\frac {\Delta \chi _{s}}{2n_{0}}}={\frac {3}{2}}{\frac {\chi ^{(3)}E_{0}^{2}}{n_{0}}}}, pour {\displaystyle \Delta n\ll n_{0}}, avec {\displaystyle n_{0}=(1+\chi ^{(1)})^{1/2}}.
On obtient donc
{\displaystyle \Delta n=\lambda K|E_{0}|^{2},}
avec {\displaystyle K={\frac {3}{2}}{\frac {\chi ^{(3)}}{n_{0}\lambda }}}, où {\displaystyle \lambda } est la longueur d'onde dans le vide de la lumière considérée et {\displaystyle K} est la constante de Kerr du matériau.
La valeur de {\displaystyle K} dépend du composé : elle vaut notamment environ 9.4×10-14 m.V-2 pour l'eau, et est particulièrement élevée pour certains liquides polaires comme le nitrotoluène et le nitrobenzène (4.4×10-12 m V-2).

### Applications
Une cellule de verre contenant un liquide de grande constante de Kerr, appelée alors cellule Kerr, permet d'exploiter l'effet Kerr pour réaliser une modulation de l'intensité lumineuse, car cet effet répond suffisamment rapidement aux variations du champ électrique : cette méthode permet une modulation à une fréquence de 100 GHz. De telles cellules, à cause de la relative faiblesse de l'effet Kerr, requièrent une tension de 30 kV pour ne pas absorber la lumière. De ce point de vue, l'effet Pockels est plus efficace, car il requiert une tension moins importante. De plus, le meilleur matériau disponible, le nitrobenzène, est toxique et explosif.

## Effet Kerr optique
L'effet Kerr optique correspond à une biréfringence induite par un champ électrique variant à des fréquences optiques, proportionnelle au carré de ce champ.  Il a été observé pour la première fois, pour des molécules présentant des directions de plus grande polarisabilité, par les physiciens français Guy Mayer et François Gires, en 1963. Une intensité lumineuse suffisante fut obtenue grâce à un laser déclenché,,,,.

### Théorie
De même que l'effet Kerr statique, cet effet d'optique non linéaire apparaît au troisième ordre.
En reprenant l´ensemble des termes de l'expression (1) obtenue pour {\displaystyle \mathbf {P} ^{(3)}(t)} lors de la présentation de l´effet Kerr statique, le terme  proportionnel à {\displaystyle E_{\omega }^{3}} s´écrit 
{\displaystyle {\begin{aligned}\mathbf {P} ^{(3)}(t)&=\varepsilon _{0}\chi ^{(3)}E_{\omega }^{3}\cos ^{3}{(\omega t)}\mathbf {e} _{z}\\\ &={\frac {1}{4}}\varepsilon _{0}\chi ^{(3)}E_{\omega }^{3}\left[\cos {(3\omega t)}+3\cos {(\omega t)}\right]\mathbf {e} _{z}.\end{aligned}}}
Le terme correspondant à l'effet Kerr optique est celui de pulsation {\displaystyle \omega } dans l'expression obtenue. En ne conservant que ce terme ainsi que celui d'ordre 1, on obtient
{\displaystyle \mathbf {P} _{\omega }=\varepsilon _{0}\chi \mathbf {E} _{\omega },}
avec {\displaystyle \chi =\chi ^{(1)}+\Delta \chi _{o},}
où {\displaystyle \Delta \chi _{o}={\frac {3}{4}}\chi ^{(3)}E_{\omega }^{2}}.
En procédant de manière similaire à celle utilisée pour l´étude de l´effet Kerr statique, on obtient une biréfringence dans le sens du champ électrique d´amplitude
{\displaystyle \Delta n={\frac {\Delta \chi _{o}}{2n_{0}}}={\frac {3}{8}}{\frac {\chi ^{(3)}E_{\omega }^{2}}{n_{0}}}}, pour {\displaystyle \Delta n\ll n_{0}}.

### Applications
L'effet Kerr optique intervient dans le phénomène d'autofocalisation, impliqué dans le fonctionnement d'un laser femtoseconde, ainsi que dans l'automodulation de phase, permettant la production de solitons optiques, utilisés dans les télécommunications par fibre optique.